# Peter Fjodorovič Batavin
‎Peter Fjodorovič Batavin (rusko Пётр Фёдорович Батавин), sovjetski (ruski) vojak in heroj Sovjetske zveze, * 1915, Saratov † 21. november 1978.

## Življenjepis
Pred drugo svetovno vojno je delal kot poštar, sodeloval pri gradnji železniških prog,... 
Med junijem in julijem 1941 je bil pripadnik Rdeče armade, nakar je bil ujet in pristal v vojnem ujetništvu. Od februarja 1944 je bil ponovno pripadnik Rdeče armade in sicer v sestavi 126. gardnega strelskega polka 41. gardne strelske divizije. Tako je sodeloval v bojih na področju Ukrajine, Moldavije, Romunije, Madžarske in Avstrije. 24. marca 1945 je prejel naziv heroja Sovjetske zveze za zasluge pri prečkanju Donave
Septembra 1945 je bil demobiliziran, nakar se je vrnil v rodni Saratov. Umrl je 21. novembra 1978.

## Odlikovanja
- heroj Sovjetske zvezde: 24. marec 1945 (№ 4884)
- red Lenina: 24. marec 1945 (№ 4884)
- medalja »Za zavzetje Budimpešte«
- medalja »Za zavzetje Dunaja«